# Лагувка
Лагувка (пол. Łagówka) — село в Польщі, у гміні Боґорія Сташовського повіту Свентокшиського воєводства.
Населення — 63 особи (2011).
У 1975-1998 роках село належало до Тарнобжезького воєводства.

## Демографія
Демографічна структура на день 31 березня 2011 року:
|          | Загалом | Допрацездатний вік | Працездатний вік | Постпрацездатний вік |
| -------- | ------- | ------------------ | ---------------- | -------------------- |
| Чоловіки | 30      | 8                  | 15               | 7                    |
| Жінки    | 33      | 5                  | 18               | 10                   |
| Разом    | 63      | 13                 | 33               | 17                   |